# Апостольский викариат Харэра
Апостольский викариат Харэра (лат. Vicariatus Apostolicus Hararensis) — апостольский викариат Римско-Католической церкви с центром в городе Харэр, Эфиопия. Апостольский викариат Харэра распространяет свою юрисдикцию на территорию региона Харари, часть регионов Сомали, Оромия, Афар и город Дыре-Дауа. Апостольский викариат Харэра подчиняется непосредственно Святому Престолу. Кафедральным собором апостольского викариата Харэра является церковь Святого Имени Марии.

## История
4 мая 1846 года Римский папа Григорий XVI издал бреве Pastoralis muneris, которым учредил апостольский викариат Галлы, выделив его из апостольской префектуры Абиссинии (сегодня — Архиепархия Аддис-Абебы). В это время апостольский викариат Галлы также распространял свою юрисдикцию на Аравийский полуостров.
4 мая 1888 года апостольский викариат Галлы передал часть своей территории для возведения нового апостольского викариат Адена (сегодня — Апостольский викариат Южной Аравии).
28 января 1913 года и 28 апреля 1914 года апостольский викариат Галлы передал часть своей территории апостольским префектурам Южной Каффы (сегодня — Апостольский викариат Нэкэмтэ) и Джибути (сегодня — Епархия Джибути).
25 марта 1937 года апостольский викариат Галлы передал часть своей территории для возведения новой апостольской префектуры Негели (сегодня — Апостольский викариат Ауасы). В этот же день апостольский викариат Галлы был переименован в апостольский викариат Харэра.
6 марта 1980 года апостольский викариат Харэра передал часть своей территории для возведения новой апостольской префектуры Меки (сегодня — Апостольский викариат Меки).

## Ординарии апостольского викариата
- Гульельмо Массайя (12.05.1846 — 1880);
- Louis-Taurin Cahagne (август 1880 — 1.09.1899);
- André-Marie-Elie Jarosseau (6.04.1900 — 2.09.1937);
- Leone Giacomo Ossola (22.09.1937 — 19.10.1943);
- Urbain-Marie Person (3.07.1955 — 4.12.1981);
- Woldetensaé Ghebreghiorghis (21.12.1992 — по настоящее время).

## Источник
- Annuario Pontificio, Libreria Editrice Vaticana, Città del Vaticano, 2003, ISBN 88-209-7422-3
- Бреве Pastoralis muneris, Raffaele de Martinis, Iuris pontificii de propaganda fide. Pars prima, Tomo V, Romae 1893, стр. 361—362  (лат.)